# Céline Léger
Pour les articles homonymes, voir Léger.
Céline Léger est une actrice canadienne née le 28 décembre 1937 à Montréal (Québec, Canada) et morte à Mennetou-sur-Cher le 20 janvier 2017.

## Biographie
Elle a été mariée à l'acteur, scénariste et dramaturge français Jean-Claude Deret et est la mère de l'actrice et réalisatrice Zabou Breitman.
Elle a incarné le rôle d'Isabelle dans le feuilleton télévisé Thierry la Fronde, et a joué dans quelques films tels L'assassin est dans l'annuaire de Léo Joannon ou Se souvenir des belles choses de Zabou Breitman.
Elle a vécu jusqu'à sa mort dans l'ancien prieuré de Mennetou-sur-Cher dont son ex-mari Jean-Claude Deret était le propriétaire,,.
Elle ne lui a survécu que cinq semaines et quatre jours.

## Filmographie
- 1962 : Le Théâtre de la jeunesse : Gavroche d'après Les Misérables de Victor Hugo, réalisation Alain Boudet.
- 1962 : L'assassin est dans l'annuaire d'après Charles Exbrayat, réalisation Léo Joannon.
- de 1963 à 1966 : Thierry la Fronde, réalisation Robert Guez.
- 1995 : Charlotte et Léa, réalisation Jean-Claude Sussfeld.
- 2001 : Se souvenir des belles choses, réalisation Zabou Breitman.